# West River
West River è un census-designated place degli Stati Uniti d'America, situato nella Contea di Washakie nello stato del Wyoming. Nel censimento del 2000 la popolazione era di 321 abitanti.

## Geografia fisica
Secondo i rilevamenti dell'United States Census Bureau, la località di West River si estende su una superficie di 149,1 km², dei quali 148,3 km² sono occupati da terre, mentre 0,8 km² sono occupati da acque.

## Popolazione
Secondo il censimento del 2000, a West River vivevano 321 persone, ed erano presenti 96 gruppi familiari. La densità di popolazione era di 2,2 ab./km². Nel territorio comunale si trovavano 116 unità edificate. Per quanto riguarda la composizione etnica degli abitanti, il 93,46% era bianco, lo 0,31% era afroamericano, lo 0,62% era nativo, il 4,67% apparteneva ad altre razze e lo 0,93% a due o più. La popolazione di ogni razza ispanica corrispondeva all'8,41% degli abitanti.
Per quanto riguarda la suddivisione della popolazione in fasce d'età, il 31,2% era al di sotto dei 18, il 4,0% fra i 18 e i 24, il 30,2% fra i 25 e i 44, il 24,0% fra i 45 e i 64, mentre infine il 10,6% era al di sopra dei 65 anni di età. L'età media della popolazione era di 38 anni. Per ogni 100 donne residenti vivevano 104,5 uomini.